# Halowe Mistrzostwa Europy w Lekkoatletyce 1982 – trójskok mężczyzn
Trójskok mężczyzn – jedna z konkurencji technicznych rozgrywanych podczas halowych lekkoatletycznych mistrzostw Europy w Palasport di San Siro w Mediolanie. Rozegrano od razu finał 6 marca 1982. Zwyciężył reprezentant Węgier Béla Bakosi, który był już mistrzem w tej konkurencji w 1980. Tytułu zdobytego na poprzednich mistrzostwach nie bronił Szamil Abbiasow ze Związku Radzieckiego.

## Rezultaty

### Finał
Rozegrano od razu finał, w którym wzięło udział 12 skoczków.

Opracowano na podstawie materiału źródłowego.
| Miejsce | Zawodnik              | Wynik | Uwagi |
| ------- | --------------------- | ----- | ----- |
| 1       | Béla Bakosi           | 17,13 |       |
| 2       | Hienadzij Walukiewicz | 16,87 |       |
| 3       | Mykoła Musijenko      | 16,82 |       |
| 4       | Aston Moore           | 16,74 |       |
| 5       | Dimitrios Michas      | 16,52 | NR    |
| 6       | Janoš Hegediš         | 16,42 |       |
| 7       | Władimir Czernikow    | 16,32 |       |
| 8       | Roberto Mazzucato     | 16,31 |       |
| 9       | Ramón Cid             | 16,15 |       |
| 10      | Klaus Kübler          | 15,96 |       |
| 11      | Johan Brink           | 15,03 |       |
| 12      | Armin Huber           | 14,69 |       |